# Campionati italiani di taekwondo del 2014
I Campionati italiani di taekwondo del 2014 sono stati organizzati dalla Federazione Italiana Taekwondo e si sono svolti all'interno del PalaTrincone di Monterusciello, frazione di Pozzuoli, in Campania, nel periodo 19-21 dicembre 2014.
L'evento, riservato alle cinture nere senior, ha assegnato medaglie in otto categorie di peso diverse sia agli uomini che alle donne.
Si è trattata della quarantacinquesima edizione dei campionati.

## Podi

### Uomini
| Categoria               | Oro                                    | Argento                                      | Bronzo                                                                       |
| fino a 54 kg (dettagli) | Giovanni Giorgi (Accademia Dorica)     | Domenico Gemma Esercito                      | Alberto Crisafulli (Tiger’S Den) Domenico Zinzi (Centro Tkd Kukkiwon)        |
| fino a 58 kg (dettagli) | Maarten Di Pietro (Dragon Fighter Tkd) | Antonino Bossolo (Gymnasium Club Tkd)        | Marcello Orcaro (Cs Canguro) Emanuele Conti (Nrgym)                          |
| fino a 63 kg (dettagli) | Simone Crescenzi (Tkd Terracina 1984)  | Alessandro De La Rua (Tkd Olympic Cattolica) | Francesco Rapasso (Centro Tkd Kukkiwon) Maurizio Gerardi (Scuola Tkd Nolano) |
| fino a 68 kg (dettagli) | Davide Spinosa (New Marzial Mesagne)   | Claudio Treviso Esercito                     | David Thomas (Punto Sport Comuni Medicei) Roberto Chiarella Fiamme Oro       |
| fino a 74 kg (dettagli) | Luciano Bonaccorso (Tkd Sport Center)  | Salvatore Prisco (Infinity)                  | Fabio Sottile Fiamme Oro Ivan Scala (Centro Sportivo La Pietra)              |
| fino a 80 kg (dettagli) | Cristian Clementi Fiamme Oro           | Roberto Botta (Asd Bentis)                   | Angelo Ghirardi (Tkd Cologno) Sabino Grillo (Olympic Studio Cerignola)       |
| fino a 87 kg (dettagli) | Boris Biondo (Tkd Sport Center)        | Marcello Massafra (Tkd Taranto)              | Gianni Guglielmo Carabinieri Gennaro Barone (Centro Azzurro Tkd)             |
| Oltre 87 kg (dettagli)  | Leonardo Basile Esercito               | Matteo Milani (Tkd Brunetti Cus Bergamo)     | Antonio D’Angelo (Polisportiva Flegrea) Vito Luiso (Fisic Center Taekwondo)  |

### Donne
| Categoria               | Oro                                           | Argento                                      | Bronzo                                                                              |
| fino a 46 kg (dettagli) | Ginevra Graf (Oneness Taekwondo)              | Maddalena Tortorella (Futurama Club)         | Chiara Fiore (Accademia Taekwondo Perulli) Silvia Rossi (Scuola Taekwondo Genova)   |
| fino a 49 kg (dettagli) | Erica Nicoli (Taekwondo Club Schio)           | Giulia Giordano (Olympic Taekwondo Giannone) | Martina Lanzilao (Duende) Lisa Gattella (Edera Taekwondo Forlì)                     |
| fino a 53 kg (dettagli) | Emanuela Pacchiarotta (Fighter Taekwondo Adv) | Benedetta Stranieri (New Marzial Mesagne)    | Jennifer Fabri (Fighter Taekwondo Adv) Jessica Salsedo (Scuola Taekwondo Nolano)    |
| fino a 57 kg (dettagli) | Cristina Gaspa Esercito                       | Giulia Taschini Fiamme Oro                   | Margherita Zocco Fiamme Oro Marta Barletta (Taekwondo Taranto)                      |
| fino a 62 kg (dettagli) | Daniela Rotolo Fiamme Oro                     | Federica Perugini Fiamme Oro                 | Sara Viganò (Taekwondo Smile) Lidia Ungari (Scuola Taekwondo Nolano)                |
| fino a 67 kg (dettagli) | Cristiana Rizzelli Esercito                   | Martina Betto (Scuola Taekwondo Nolano)      | Sonia Scarabelli (Taekwondo Budrio) Sofia Crocenzi (Taekwondo Club Ancona)          |
| fino a 73 kg (dettagli) | Marina Rizzelli (Olympic Taekwondo Giannone)  | Annapaola Meduri (Asd Taekwondo Salerno)     | Maria Avolio (Centro Azzurro Taekwondo) Raffaella Buono (Solaris Taekwondo Academy) |
| Oltre 73 kg (dettagli)  | Annika Bulegato (All Blacks Taekwondo)        | Filomena Gallone (Asd Condor)                | Maria Letizia Nobile (Athena Fitness) Raffaella Corona (Astroclub)                  |

## Medagliere società
| Pos. | Società                     | Oro | Argento | Bronzo |   |
| ---- | --------------------------- | --- | ------- | ------ | - |
| 1    | Esercito                    | 3   | 2       | 0      | 5 |
| 2    | Fiamme Oro                  | 2   | 2       | 3      | 7 |
| 3    | Tkd Sport Center            | 2   | 0       | 0      | 2 |
| 4    | New Marzial Mesagne         | 1   | 1       | 0      | 2 |
| 4    | Olympic Taekwondo Giannone  | 1   | 1       | 0      | 2 |
| 5    | Fighter Taekwondo Adv       | 1   | 0       | 1      | 2 |
| 6    | Tkd Terracina 1984          | 1   | 0       | 0      | 1 |
| 6    | Dragon Fighter Tkd          | 1   | 0       | 0      | 1 |
| 6    | Accademia Dorica            | 1   | 0       | 0      | 1 |
| 6    | Taekwondo Club Schio        | 1   | 0       | 0      | 1 |
| 6    | Oneness Taekwondo           | 1   | 0       | 0      | 1 |
| 6    | All Blacks Taekwondo        | 1   | 0       | 0      | 1 |
| 7    | Scuola Taekwondo Nolano     | 0   | 1       | 2      | 3 |
| 8    | Asd Bentis                  | 0   | 1       | 0      | 1 |
| 8    | Asd Condor                  | 0   | 1       | 0      | 1 |
| 8    | Futurama Club               | 0   | 1       | 0      | 1 |
| 8    | Gymnasium Club Tkd          | 0   | 1       | 0      | 1 |
| 8    | Tkd Olympic Cattolica       | 0   | 1       | 0      | 1 |
| 8    | Infinity                    | 0   | 1       | 0      | 1 |
| 8    | Tkd Taranto                 | 0   | 1       | 0      | 1 |
| 8    | Tkd Brunetti Cus Bergamo    | 0   | 1       | 0      | 1 |
| 8    | Asd Taekwondo Salerno       | 0   | 1       | 0      | 1 |
| 9    | Centro Tkd Kukkiwon         | 0   | 0       | 2      | 2 |
| 10   | Carabinieri                 | 0   | 0       | 1      | 1 |
| 10   | Centro Azzurro Taekwondo    | 0   | 0       | 1      | 1 |
| 10   | Cs Canguro                  | 0   | 0       | 1      | 1 |
| 10   | Scuola Tkd Nolano           | 0   | 0       | 1      | 1 |
| 10   | Nrgym                       | 0   | 0       | 1      | 1 |
| 10   | Centro Azzurro Tkd          | 0   | 0       | 1      | 1 |
| 10   | Astroclub                   | 0   | 0       | 1      | 1 |
| 10   | Punto Sport Comuni Medicei  | 0   | 0       | 1      | 1 |
| 10   | Olympic Studio Cerignola    | 0   | 0       | 1      | 1 |
| 10   | Accademia Taekwondo Perulli | 0   | 0       | 1      | 1 |
| 10   | Taekwondo Taranto           | 0   | 0       | 1      | 1 |
| 10   | Taekwondo Budrio            | 0   | 0       | 1      | 1 |
| 10   | Athena Fitness              | 0   | 0       | 1      | 1 |
| 10   | Tiger’S Den                 | 0   | 0       | 1      | 1 |
| 10   | Centro Sportivo La Pietra   | 0   | 0       | 1      | 1 |
| 10   | Tkd Cologno                 | 0   | 0       | 1      | 1 |
| 10   | Polisportiva Flegrea        | 0   | 0       | 1      | 1 |
| 10   | Fisic Center Taekwondo      | 0   | 0       | 1      | 1 |
| 10   | Scuola Taekwondo Genova     | 0   | 0       | 1      | 1 |
| 10   | Duende                      | 0   | 0       | 1      | 1 |
| 10   | Edera Taekwondo Forlì       | 0   | 0       | 1      | 1 |
| 10   | Taekwondo Smile             | 0   | 0       | 1      | 1 |
| 10   | Taekwondo Club Ancona       | 0   | 0       | 1      | 1 |
| 10   | Solaris Taekwondo Academy   | 0   | 0       | 1      | 1 |